# Центар Симон Визентал
Центар Симон Визентал (енгл. Simon Wiesenthal Center, хебр. מרכז שמעון ויזנטל) јеврејска је организација за људска права коју је основао рабин Марвин Хиер 1977. године. Центар је познат по истраживању и сјећању на Холокауст, лову на нацистичке ратне злочинце, борби против антисемитизма, образовању о толеранцији, одбрани Израела и свом Музеју толеранције.
Центар издаје сезонски часопис In Motion. Центар има блиске везе са јавним и приватним агенцијама и редовно се састаје са званичницима страних држава, међу којима су дипломате и шефови држава. Акредитован је као невладина организација при Уједињеним нацијама, Унеску и Савјету Европе. Центар је назван у част ловца на нацисте Симона Визентала. Визентал није имао никакве везе са његовим радом или дјелатностима, али га је подржавао. „Добио сам много почасти током свог живота”, рекао је Визентал, „када умрем, те почасти ће умријети са мном. Али Центар Симона Визентала ће живјети као моје насљеђе”.